# Køge (općina)
Køge je općina u danskoj regiji Zeland.

## Zemljopis
Općina se nalazi u istočnom dijelu otoka Zelanda, prositire se na 255,47 km2.

## Stanovništvo
Prema podacima o broju stanovnika iz 2010. godine općina je imala 57.125 stanovnika, dok je prosječna gustoća naseljenosti 	223,61 stan/km2. Središte općine je grad Køge.

### Veća naselja
| Veća naselja u općini |                |                    |
| Br.                   | Naselje        | Stanovnika (2010.) |
| 1                     | Køge           | 34.937             |
| 2                     | Borup          | 4.194              |
| 3                     | Bjæverskov     | 2.843              |
| 4                     | Ejby           | 2.791              |
| 5                     | Vemmedrup      | 1.747              |
| 6                     | Lille Skensved | 1.444              |
| 7                     | Algestrup      | 904                |
| 8                     | Lellinge       | 689                |
| 9                     | Nørre Dalby    | 562                |
| 10                    | Slimminge      | 471                |

## Vanjske poveznice
- Službena stranica općine